# Araneus ryukyuanus
Araneus ryukyuanus là một loài nhện trong họ Araneidae.
Loài này thuộc chi Araneus. Araneus ryukyuanus được miêu tả năm 2001 bởi Tanikawa.

## Hình ảnh

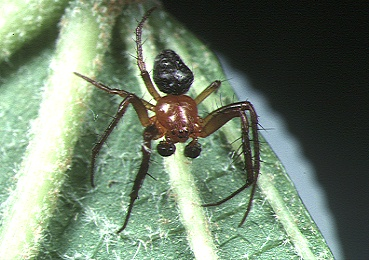